# Bodião-ornato
O bodião-ornato (português brasileiro) (Thalassoma pavo), também conhecido como rainha ou viola (português europeu) é uma espécie de bodião nativo do Atlântico Norte e do Mar Mediterrâneo. Possui uma coloração muito chamativa, sendo um dos peixes mais coloridos do Mar Mediterrâneo.

## Aparência
Um peixe de pequeno porte que possui a cabeça azul com o corpo variando do verde para o laranja amarelado, alguns exemplares podem possuir algumas listras azuis pelo corpo e uma pequena mancha vermelha. Os jovens são completamente verdes com um pequeno ocelo em sua barbatana dorsal. Podem chegar a medir entre os 20 e 25 centímetros.

## Etimologia
A etimologia do gênero Thalassoma vêm do grego Thalassa, que significa mar e o epíteto pavo, vêm do latim, que significa pavão, fazendo referência a suas cores vibrantes.

## Biologia
É um peixe super ativo, sendo visto sempre nadando na coluna d'água sozinho ou em pequenos cardumes. Costumam habitar costões e recifes rochosos. São vistos frequentemente se alimentando de crustáceos e ouriços-do-mar, também se alimentam de algas que crescem nas rochas e em cascos de tartarugas.

## Distribuição
É nativo do Atlântico Norte, do sul de Portugal para as Ilhas Canárias, Açores e Madeira para São Tomé. No Mar Mediterrâneo é encontrado dês da Espanha até a Grécia para a Turquia e Malta.